# Epitausa laetabilis
Epitausa laetabilis là một loài bướm đêm trong họ Erebidae.